# Callyna unicolor
Callyna unicolor är en fjärilsart som beskrevs av George Francis Hampson 1920. Callyna unicolor ingår i släktet Callyna och familjen nattflyn. Inga underarter finns listade i Catalogue of Life.